# Ouled Aïssa (Adrar)
Ouled Aïssa (în arabă أولاد عيسى) este o comună din provincia Adrar, Algeria.
Populația comunei este de 7.034 de locuitori (2008).